# Svensk mesterskab i ishockey 1947
Det svenske mesterskab i ishockey 1947 var det 25. svenske mesterskab i ishockey for mandlige klubhold. Mesterskabet havde deltagelse af 21 klubber og blev afviklet som en cupturnering i perioden 7. februar - 12. marts 1947.
Mesterskabet blev vundet af AIK, som blev svenske mestre for anden sæson i træk og for femte gang i alt. I finalen vandt AIK med 3-2 over IK Göta under overværelse af 3.478 tilskuere på Östermalms idrottsplats i Stockholm. AIK afgjorde kampen allerede i første periode, der endte 3-1, og IK Göta formåede derefter kun at pynte på resultatet i tredje periode. AIK's mål blev sat ind af Ruben Carlsson, Claes Lindström og Åke Ström, mens Bengt Synnerholm og Åke Lundström scorede for IK Göta.
AIK var i SM-finalen for ottende gang i alt og for anden sæson i træk. IK Göta havde kvalificeret sig til slutkampen for 12. gang i alt, og det var fjerde gang, at holdet måtte nøjes med sølvmedaljerne. De to hold havde tidligere mødt hinanden i SM-finalerne i 1930 og 1940 – begge gange med IK Göta som sejrherrer.

## Resultater

### Kvalifikationsrunde
| 7. februar  | Åkers IF - IK Sleipner            | 3–8  |
| 8. februar  | IFK Nyland - Hofors IK            | 5–6  |
| 9. februar  | Wifsta/Östrands IF - Warpens IK   | 6–1  |
| 15. februar | BK Forward - UoIF Matteuspojkarna | 4–13 |
| 28. februar | Västerås IK - Nacka SK            | 6–3  |

### Første runde
| Dato        | Kamp                               | Res. | Perioder      | Tilsk. | Spillested               |
| ----------- | ---------------------------------- | ---- | ------------- | ------ | ------------------------ |
| 9. februar  | Ljungby IF - Karlbergs BK          | 1–7  |               |        |                          |
| 16. februar | Mora IK - IK Sirius                | 9–1  |               |        |                          |
| 18. februar | Forshaga IF - Västerås SK          | 7–8  |               |        |                          |
| 23. februar | Hofors IK - Wifsta/Östrands IF     | 2–3  |               |        |                          |
| 25. februar | IK Sleipner - IK Göta              | 0–5  |               |        |                          |
| 27. februar | Hammarby IF - UoIF Matteuspojkarna | 4–3  | 1-0, 2-1, 1-2 | 410    | Östermalms IP, Stockholm |
| 28. februar | Södertälje SK - IFK Mariefred      | 10–2 |               |        |                          |
| 5. marts    | AIK - Västerås IK                  | 10–2 |               |        |                          |

### Kvartfinaler
| Dato     | Kamp                               | Res. | Perioder      | Tilsk.  | Spillested                  |
| -------- | ---------------------------------- | ---- | ------------- | ------- | --------------------------- |
| 2. marts | Karlbergs BK - Hammarby IF         | 4–6  | 3-2, 1-3, 0-1 | 250-300 | Kristinebergs IP, Stockholm |
| 2. marts | IK Göta - Västerås SK              | 9–2  |               |         |                             |
| 9. marts | Mora IK - AIK                      | 2–6  |               |         |                             |
| 9. marts | Wifsta/Östrands IF - Södertälje SK | 1–8  |               |         |                             |

### Semifinaler
| Dato      | Kamp                  | Res. | Perioder      | Tilsk. | Spillested               |
| --------- | --------------------- | ---- | ------------- | ------ | ------------------------ |
| 7. marts  | Hammarby IF - IK Göta | 2–2  | 1-1, 1-1, 0-0 | 727    | Östermalms IP, Stockholm |
| 12. marts | AIK - Södertälje SK   | 7–5  |               |        |                          |

#### Omkamp
| Dato      | Kamp                  | Res. | Perioder      | Tilsk. | Spillested               |
| --------- | --------------------- | ---- | ------------- | ------ | ------------------------ |
| 11. marts | Hammarby IF - IK Göta | 1–2  | 0-1, 0-0, 1-1 | 1.571  | Östermalms IP, Stockholm |

### Finale
| Dato      | Kamp          | Res. | Perioder      | Tilsk. | Spillested               |
| --------- | ------------- | ---- | ------------- | ------ | ------------------------ |
| 14. marts | AIK - IK Göta | 3–2  | 3-1, 0-0, 0-1 | 3.478  | Östermalms IP, Stockholm |

## Spillere
AIK's mesterhold bestod af følgende spillere:
- Olle Andersson (3. SM-titel)
- Ruben Carlsson (4. SM-titel, heraf to som Hammarby IF-spiller)
- Stig Jönsson (1. SM-titel)
- Hans Lenkert (2. SM-titel)
- Tage Lindberg (2. SM-titel)
- Klas Lindström (2. SM-titel)
- Lars Ljungman (2. SM-titel)
- Kurt Svanberg (3. SM-titel)
- Oscar Wester (3. SM-titel)